# 靖宇镇
42°22′59″N 126°48′29″E / 42.38306°N 126.80806°E
靖宇镇位于于中国吉林省靖宇县中部，是靖宇县人民政府驻地。面积165.8平方千米，人口57282人，下辖5个社区、7个行政村。原名濛江镇，后为纪念杨靖宇而更名为靖宇镇。